# Rajbari
Rajbari (engelska: Rajbari District) är ett distrikt i Bangladesh.   Det ligger i provinsen Dhaka, i den centrala delen av landet, 90 km väster om huvudstaden Dhaka. Antalet invånare är 1 049 778.
Trakten runt Rajbari består till största delen av jordbruksmark. Runt Rajbari är det mycket tätbefolkat, med 1 266 invånare per kvadratkilometer.